# Amphiblemma setosum
Amphiblemma setosum är en tvåhjärtbladig växtart som beskrevs av Joseph Dalton Hooker. Amphiblemma setosum ingår i släktet Amphiblemma och familjen Melastomataceae. Inga underarter finns listade i Catalogue of Life.